# Flecha Valona 1968

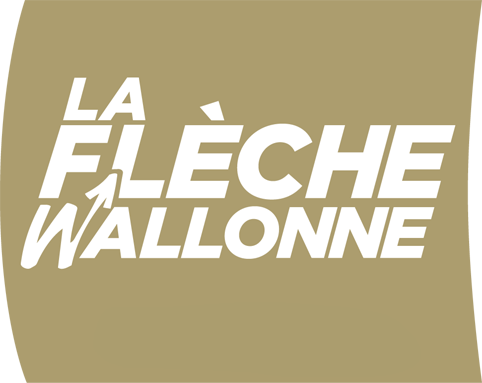
Logo de La Flecha Valona

La Flecha Valona 1968 se disputó el 21 de abril de 1968, y supuso la edición número 32 de la carrera. El ganador fue el belga Rik Van Looy. Los francés José Samyn y el holandés Jan Janssen fueron segundo y tercero respectivamente.  

## Clasificación final
| Pos. | Ciclista            | Equipo                    | Tiempo   |
| ---- | ------------------- | ------------------------- | -------- |
| 1    | Rik Van Looy        | Willem II-Gazelle         | 6h05'00" |
| 2    | José Samyn          | Pelforth-Sauvage-Lejeune  | a 3"     |
| 3    | Jan Janssen         | Pelforth-Sauvage-Lejeune  | a 1'10"  |
| 4    | Felice Gimondi      | Salvarani                 | m.t.     |
| 5    | Joseph Huysmans     | Dr. Mann-Grundig          | m.t.     |
| 6    | Victor Van Schil    | Faema                     | m.t.     |
| 7    | Remy Van Vreckom    | -                         | m.t.     |
| 8    | Herman Van Springel | Dr. Mann-Grundig          | m.t.     |
| 9    | Walter Godefroot    | Flandria-De Clerck-Krüger | m.t.     |
| 10   | Willy Van Neste     | Bic                       | m.t.     |